# Jožef Rozman (1812–1874)
Jožef Rozman (tudi Jožef Rozman Konjiški), slovenski rimskokatoliški duhovnik in pedagoški ter nabožni pisatelj, * 9. november 1812, Stražišče, † 12. avgust 1874, Arclin.

## Življenje in delo
Rozman se je rodil v Stražišču kmečkim staršem Jožefu in Tereziji rojeni Hafner, umrl v Arclinu pri Vojniku, kjer se je na vožnji v Šentjur k prijatelju Jožefu Hašniku smrtno ponesrečil; pokopan je v Slovenskih Konjicah.
Rozman je ljudsko šolo obiskoval v Šmartnem pri Kranju, gimnazijo (1822–1828) in filozofijo (1828–1830) v Ljubljani. Po enem letu neodločnosti je na prigovarjanje starološkega rojaka Gregorja Pevca, župnika pri Novi Štifti nad Gornjim Gradom, prosil za sprejem v lavantinsko škofijo, vendar je prvi dve leti bogoslovje študiral v Ljubljani (1831–1833), potem v Celovcu in bil leta 1835 posvečen v Šentandražu v Labotski dolini. Pod spiritualom Slomškom se je Rozman v Celovcu udeleževal literarnih vaj bogoslovcev in prispeval za rokopisni zbornik Pesme za pokušno (1834) pesem Kmetiška zadovoljnost, za Sedem novih perpoved za otroke (Celovec, 1836) pa prevedel Ptičje gnezdice.
Prvo službo je kot kaplan nastopil v Šmartnem v Rožni dolini pri Celju (1835–1836). Kaplanoval je še v Šentrupertu nad Laškim (1836), v Loki pri Zidanem mostu (1836–1837) in v Laškem (1837–1842), kjer je v nedeljski šoli vsako leto »nad sto fantov in deklic slovensko brati učil«, »cele zaboje slovenskih bukvic iz Ljubljane dobival« in delil. Kot župnik v Šentrupertu nad Laškim (1842–1848) je sestavil farno kroniko in kljub nasprotovanju »začel slovensko šolo imeti«. Na Slomškovo željo je prosil za kanonikat in se v januarju 1848 preselil v Šentandraž v Labotsko dolino. Ko je tu Slomšek 1850 za svoje bogoslovce četrtoletnike dosegel bogoslovno učilišče, je postavil Rozmana za ravnatelja in profesorja pedagogike in kateheze. V letih 1849–1856 je Rozman prispeval za Drobtinice več življenjepisov, zgodovinskih črtic, naravoslovnih, poučno-vzgojnih člankov in objavil dobro premišljeno in v lepem jeziku podano Katehetiko ali poduk pervencev u sv. veri Jezusovi (Celovec, 1855), njegov članek o 4. in 5. križarski vojski (Drobtinice VIII, 1853) je Miklošič sprejel v Slovensko berilo za 7. raz. gimnazije.
Leta 1858 je prosil za nadžupnijo v Slovenskih Konjicah, kamor je prišel v aprilu 1859. Tu je preložil težišče svojega dela na dušno pastirstvo. Priredil je po Slomškovem zgledu velik misijon (1867) in imel večkrat stanovske duhovne vaje, obhajal v župniji in dekaniji razne verske slovesnosti (npr. ob 1000-letnici sv. Cirila in Metoda), poživil že obstoječo, po stanovih za može, fante, žene in dekleta razdeljeno »križevsko družbo« in za to spisal dekletom Družbene bukvice za dekleta, ki so izšle pri dekliški ali križevski družbi v Slovenskih Konjicah, ženam pa Družbene bukvice za žene in hišne gospodinje. Leta 1868 je začel sestavljati kroniko konjiške nadfare in dekanije. Bil je med prvimi ustanovnimi člani celjske čitalnice; 1871 pa je ustanovil katoliško polititično društvo v Slovenskih Konjicah, kateremu je bil do smrti predsednik.
V svoji oporoki (1871) je določil za glavnega dediča lavantiskega škofa z naročilom, »naj obrne njegovo premoženje v prid šestim župnijam, ki jim je konjiški župnik patron«, Langusovo sliko sv. Jožefa je zapustil farni cerkvi, nemške knjige farni knjižnici, slovenske pa je naročil razdeliti med ljudi.